# グロスターの戦い (1775年)
グロスターの戦い（英: Battle of Gloucester）は、アメリカ独立戦争初期の1775年8月8日または9日に、マサチューセッツ湾植民地海岸で起こった小戦闘である。イギリス海軍のスループ・オブ・ウォーHMSファルコンを指揮していたジョン・リンゼー海軍大佐が西インド諸島から戻ってきていた2隻のスクーナーを発見した。リンゼーはそのうちの1隻を捕獲した後で、もう1隻をグロスター港まで追っていったが、スクーナーはそこで座礁した。植民地側の町民が民兵隊を招集し、座礁したスクーナーを捕獲するために派遣されたイギリス水兵を捕まえ、捕獲されていた船も取り戻した。
この小戦闘は、その後の10月にイギリス海軍のヘンリー・モワット海軍大佐が報復的遠征を行う動機になった一連の出来事の1つだった。その報復の最たるものがファルマス焼き討ち（10月18日）であり、植民地の第二次大陸会議はこれを問題にし、大陸海軍を立ち上げることとなった。

## 背景
1775年4月、イギリス領マサチューセッツ湾植民地の住民と、イギリス総督トマス・ゲイジ将軍との間に高まった緊張関係が開戦に突き進むことになった。4月19日、ゲイジ将軍が植民地人が保管していた軍需物資を捜索するためにコンコードに部隊を派遣すると、警報が発令され、植民地人とイギリス部隊がレキシントンとコンコードで衝突した。この戦闘の後、植民地の民兵がイギリス軍が駐屯するボストンに集まり、ボストン包囲戦が開始された。
この包囲はボストン市に繋がる陸路のみが封鎖されていたので、イギリス軍は海軍の補給能力に頼ることになった。ボストン市に近い多くの町ではボストン港にある島や海岸地域から家畜や干し草を内陸に移動させた。ゲイジ将軍と海軍のサミュエル・グレイブス海軍中将は遠征隊を派遣して海岸部の町を襲撃させて家畜や干し草を求めさせ、また植民地側の船舶の動きも妨害した。これら遠征隊の陸兵や水兵が家畜を集めるために上陸すると、植民地側からの抵抗に遭うこともあった。包囲戦が始まって間もない5月27日には、ボストン市近くの島にある補給品を巡って植民地人とイギリス部隊の衝突が起こった（チェルシークリークの戦い）。
8月5日、ジョン・リンゼー海軍大佐が指揮するイギリス海軍のスループ・オブ・ウォーHMSファルコンがイプスウィッチ湾沖に現れた。リンゼーは艀で兵士を岸に上げ、家畜を探させた。地元農夫がこの動きを見ており、他の地元民とともにマスケット銃で艀を撃退した。艀がファルコンに戻ってくると、リンゼーは今度は港にいる1隻のスクーナーを調査するために派遣した。この船はバラストを積んでいるだけだと分かった。リンゼーはその後数日間ケープアン沖への巡航を続け、土地の港や船舶から何人かの男を強制徴募した。

## 戦闘
8月8日または9日（資料により日付が異なる）、朝8時頃にリンゼーはセイラムに向かっているアメリカのスクーナー2隻を視認した。造作もなく1隻を捕まえると、自軍の乗組員を移乗させ、その後にほう1隻を追跡した。2隻目のスクーナーの船長は付近の事情に明るかったので、グロスター港深く入ったが、正午過ぎにファイブポンド島近くで座礁した。リンゼーは地元の漁師にファルコンと捕獲したスクーナーの水先案内をさせ、港の中の碇泊地に誘導させた。続いて副官の指揮で36名の兵士を3隻の小さなボートに乗せて、座礁しているスクーナーの捕獲に向かわせた。その乗組員の中には強制徴募されたアメリカ人10名が居り、グロスター出身の4人が含まれていた。イギリス艦船が到着したことで、町民が警鐘をならし、ジョセフ・フォスターやブラッドベリー・ソーンダーズが率いる民兵隊が集まり始めた。民兵はマスケット銃で武装し、2門の年代物旋回砲を持っており、ボートがスクーナーに近付くと岸から発砲を始めた。イギリス兵は急速にボートを漕ぎ寄せて座礁したスクーナーに乗り移ったが、岸からの絶え間ない発砲によって事実上動けなくなった。リンゼーは町民の気を逸らすために、ファルコンの艦砲で町に向かって砲撃を始め、また上陸部隊を送って町を焼こうとした。しかし、この試みもうまく行かず、座礁したスクーナー上の部隊は陸からの威嚇射撃を浴び続けた。この中でリンゼーの副官が負傷し、午後4時頃にこの副官と他に数名がスキフ（小型平底船）で何とか脱出し、後にはファルコンの船長が残った。座礁したスクーナーに残っていた者達は、強制徴募されていたアメリカ人を含め最終的に捕虜になった。午後7時までに小さなボート3隻もすべて捕獲された。その後リンゼーは兵士を回収するために捕獲していたスクーナーを派遣することにした。リンゼーは捕獲した船の乗組員が移乗した水兵に勝てるチャンスを窺い、船を取り戻したのではないかという推定を報告した。リンゼーに拠れば、「船長が上陸した後で、彼のために何もしてやれず、発砲で反逆者に対抗することもできないことが分かった。それ故にそこを離れた」と記した。

## 戦闘の後
リンゼーがその行動に対する抵抗について懲罰のために町を焼こうという試みは、その後の海軍行動で繰り返された。1775年10月、グレイブス提督は、ヘンリー・モワット大佐にニューイングランドの海岸部、特にグロースターを含む標的に報復を行う遠征を命じた。その理由の1つとしてグロスターでのリンゼーの敗北を挙げていた。モワットは、グロスターの町の建物が広く散らばっているので艦砲射撃では効果を出しにくいと判断し、グロスターを攻撃しないことにした。モワットの唯一大きな行動となったファルマス（現在のメイン州ポートランド）焼き討ちは、第二次大陸会議が大陸海軍を設立する大きな動機付けとなった。